# Abrikosove
Abrikosove  (ucraniano: Абрикосове) es una localidad del Raión de Bilhorod-Dnistrovskyi en el Óblast de Odesa de Ucrania. Según el censo de 2001, tiene una población de 238 habitantes.